# Hiltrud Lotze
Hiltrud Lotze (nascida em 24 de novembro de 1958) é uma polícia alemã e política do Partido Social Democrata (SPD) que actua como membro do Bundestag pelo estado da Baixa Saxónia desde 2020.

## Carreira política
Lotze tornou-se membro do Bundestag alemão pelo Partido Social Democrata como sucessora de Thomas Oppermann em novembro de 2020. Ela é membro do Comité de Alimentos e Agricultura.